# Ferlo (patrouilleur)
Ne doit pas être confondu avec Ferlo.
Le Ferlo est un patrouilleur hauturier RPB 33 vendu par Raidco Marine et construit par Ufast à Quimper pour la Marine nationale sénégalaise. Elle réceptionne le navire au mois de septembre 2013 pour assurer des missions de souveraineté dans sa zone économique exclusive. Son nom provient d'une zone sylvopastorale semi-désertique du nord-est du Sénégal.

## Conception
D'une longueur de 33 m sur 6,53 m de large, la coque du Ferlo est en matériaux composites (verre/résine ou CVR) et sa superstructure en aluminium afin de réduire sa masse et donc la puissance et la consommation requises par la propulsion. Il est constitué de deux moteurs diesels de 1 440 kW qui garantissent une vitesse de 40 nœuds (74 km/h) en pointe. Le navire est armé d'un canon de calibre 20 mm ainsi que de deux mitrailleuses de 12,7 mm. Il peut déployer une embarcation rapide semi-rigide de 6,2 m d'une capacité de 5 personnes grâce à une rampe située à l'arrière du bâtiment. Il est également doté d'une passerelle surélevée panoramique,,.

## Fonctions
La principale mission du Ferlo est d'assurer la souveraineté sénégalaise dans sa zone économique exclusive, laquelle s'étend sur 212 000 km2 le long de 700 km de côtes. Cette tâche nécessite toute la polyvalence du navire qui inclut la police des pêches, le contrôle de la pollution, la recherche, l'assistance et le sauvetage en mer, la lutte contre la piraterie, le terrorisme, la contrebande et les trafics illicites (de drogue et d'armes principalement). Il est capable de rester environ une semaine en opération sans ravitailler et atteindre jusqu'à 1 500 milles marins (2 778 km),,.

## Historique
Le Ferlo est la première unité du type RPB 33 et est réceptionnée par la Marine sénégalaise le 30 septembre 2013. Avec l'arrivée de Macky Sall à la tête de l'État du Sénégal en 2012, ce navire s’inscrit dans la nouvelle stratégie du pays en faveur du renforcement de ses moyens navals pour assurer la souveraineté et la protection de ses eaux. L'achat de ce patrouilleur rentre également dans le cadre du renouvellement de la flotte sénégalaise qui compte de nombreux bâtiments issus des décennies 1970 et 1980.

## Patrouilleurs RPB 33
Les patrouilleurs hauturier type RPB 33 sont également en service dans la marine ivoirienne et dans la marine togolaise,. En 2019, la marine sénégalaise décide la construction de deux navires supplémentaires, avec une motorisation moins puissante (2x 1 100 kW) permettant de naviguer à 22 nœuds en croisière.
| N°    | nom          | année | service            |
| ----- | ------------ | ----- | ------------------ |
| -     | Ferlo        | 2013  | Marine sénégalaise |
| P1401 | L’Emergence  | 2014  | Marine ivoirienne  |
| P1402 | Le Bouclier  | 2014  | Marine ivoirienne  |
| P763  | Agou         | 2014  | Marine togolaise   |
| P764  | Oti          | 2014  | Marine togolaise   |
| P1501 | C.F. Sékongo | 2015  | Marine ivoirienne  |
| -     | Taouay       | 2021  | Marine sénégalaise |
| -     | -            | -     | Marine sénégalaise |